# تکنوسور
تکنوسور (نام علمی: Technosaurus) نام یک سرده از کلاد خزنده‌چهرگان است.